# تیرانداز (فیلم ۲۰۰۰)
«تیرانداز» (انگلیسی: Shooter (2000 film)) یک فیلم است که در سال ۲۰۰۰ منتشر شد.